# Tonga Major League 2003

## Classifica finale
|  |    | Classifica finale 2003 | Pt | G | V | N | P | GF | GS |
|  | -- | ---------------------- | -- | - | - | - | - | -- | -- |
|  | 1. | Lotoha'apai Utd        | 25 | 9 | 8 | 1 | 0 | 40 | 4  |
|  | 2. | Ngele'ia               | 24 | 9 | 8 | 0 | 1 | 24 | 9  |
|  | 3. | Ma'ufanga              | 19 | 9 | 6 | 1 | 2 | 20 | 11 |
|  | 4. | Nautoka                | 16 | 9 | 5 | 1 | 3 | 22 | 12 |
|  | 4. | Kolofo'ou FC           | 16 | 9 | 5 | 1 | 3 | 20 | 10 |
|  | 6. | Funga'onetaka          | 12 | 9 | 4 | 0 | 5 | 17 | 22 |
|  | 6. | Dragon                 | 12 | 9 | 4 | 0 | 5 | 9  | 23 |
|  | 8. | Kumifonua*             | 6  | 9 | 2 | 0 | 7 | 13 | 29 |
|  | 9. | Ahi 'o Ulakai (Ahau)*  | 1  | 9 | 0 | 1 | 8 | 5  | 24 |
|  | 9. | Veitongo*              | 1  | 9 | 0 | 1 | 8 | 7  | 33 |

Note: Secondo altre fonti il Kumifonia avrebbe segnato 12 reti e subito 28 reti, l'Ahi 'o Ulakai (Ahau) avrebbe segnato 2 reti e subito 24 reti e Veitongo avrebbe segnato 7 reti e subito 36 reti.

### Verdetti
- Lotoha'apai SC campione della Tonga Major League 2003

## Risultati

### Prima giornata
3, 4 maggio
| Ma'ufanga | 3 - 1 | Kumifonua |

| Kolofo'ou | 2 - 0 | Funga'onetaka |

| Ngele'ia | 3 - 0 | Lotoha'apai Dragon |

| Lotoha'apai SC | 1 - 1 | Nautoka |

| Ahau | 3 - 3 | Veitongo |

### Seconda giornata
10 maggio
| Ma'ufanga | 4 - 0 | Veitongo |

| Lotoha'apai SC | 4 - 0 | Funga'onetaka |

| Kumifonua | 4 - 1 (dato non certo) | Ahi 'o Ulakai |

| Nautoka | 6 - 0 | Lotoha'apai Dragon |

| Ngele'ia | 1 - 0 | Kolofo'ou |

### Terza giornata
17 maggio
| Ma'ufanga | 2 - 0 | 'Ahau |

| Hala Pili | 1 - 0 (dato non certo) | Vaikasila |

| Lotoh. Dragon | 3 - 1 | Funga'onetaka |

| Lotoha'apai SC | 2 - 0 | Kolofo'ou |

| Ngele'ia | 4 - 1 | Nautoka |

| Kumifonua | 5 - 1 | Veitongo |

### Quarta giornata
data sconosciuta
| Lotoha'apai SC | 10 - 1 | Lotoha'apai Dragon |

| Funga'onetaka | 4 - 1 | 'Ahau |

| Kolofo'ou | 2 - 0 | Veitongo |

| Ngele'ia | 3 - 1 | Kumifonua |

| Ma'ufanga | 1 - 0 | Nautoka |

### Quinta giornata
1º giugno
| Kolofo'ou | 3 - 1 | 'Ahau |

| Lotoha'apai SC | 11 - 0 | Veitongo |

| Fuekafa | 2 - 1 (dato non certo) | Sia Heu Lupe |

| Ngele'ia | 4 - 3 | Ma'ufanga |

| Dragon | 2 - 0 | Kumifonua |

| Nautoka | risultato sconosciuto | Funga'onetaka |

### Sesta giornata
- Vincono: Ngele'ia, Lotoha'apai SC, Kolofo'ou, Ma'ufanga
- Perdono: Kumifonua, 'Ahau, Veitongo. Dragon
- I vincitori di Nautoka-Funga'onetaka nella Quinta giornata perdono nella sesta giornata;
- I perdenti di quella partita vincono alla Sesta giornata

### Settima giornata
14, 15 giugno
| Nautoka | 2 - 0 | Kumifonua |

| Ma'ufanga | 1 - 1 | Kolofo'ou |

| Dragon | 1 - 0 | Veitongo |

| Ngele'ia | 5 - 2 | Funga'onetaka |

| Lotoha'apai SC | 2 - 0 | 'Ahau |

NB: competizione sospesa fino al 19 luglio per via dei Giochi del Sud Pacifico.

### Ottava giornata
19 luglio
| Funga'onetaka | 3 - 2 | Kumifonua |

| Nautoka | 5 - 0 | Kolofo'ou |

| Dragon | 2 - 0 | 'Ahau |

| Ngele'ia | 2 - 0 | Veitongo |

| Lotoha'apai | 4 - 2 | Ma'ufanga |

### Nona giornata
data sconosciuta 
| Ma'ufanga | 2 - 0 | Dragon |

| Funga'onetaka | 2 - 1 | Veitongo |

| Kolofo'ou | 11 - 0 | Kumifonua |

| Lotoha'apai | 3 - 0 | Ngele'ia |

| Nautoka | 2 - 0 | 'Ahau |